# Anolis latifrons
Anolis latifrons — вид ігуаноподібних ящірок родини анолісових (Dactyloidae). Мешкає в Колумбії і Панамі.

## Поширення і екологія
Anolis latifrons мешкають на тихоокеанських схилах на заході Колумбії та на крайньому заході Панами. Вони живуть у вологих тропічних лісах на рівнинах і в передгір'ях, на висоті до 1200 м над рівнем моря. Ведуть деревний спосіб життя.